# Larousse gastronomique
Larousse gastronomique (pronunciato [la.ʁus ɡas.tʁɔ.nɔ.mik]) è un'enciclopedia gastronomica, in cui vengono riportate per la maggior parte piatti della cucina francese, ma vi si possono trovare anche ricette di altri paesi, spesso approfondite in edizioni secondarie o correlate.

## Storia
Nel 1938 esce la prima edizione di Larousse gastronomique, redatta dallo chef Prosper Montagné in collaborazione con il dottor Gottschalk, il quale si occupò della parte scientifica.
La prefazione invece venne scritta dal celebre cuoco Auguste Escoffier, in collaborazione con l'altro cuoco Philéas Gilbert.
In seguito le edizioni del 1960, 1967 e 1984 vennero dirette da Robert J. Courtine.
Nel 1996 la guida venne notevolmente rinnovata, sotto l'egida di un comitato gastronomico presieduto da Joël Robuchon. Sicuramente la principale modifica fu il grande spazio dedicato alle tradizioni culinarie mondiali.
Infine per la sesta edizione del 2007, presieduto sempre da Joël Robuchon ma con una nuova commissione gastronomica, il titolo venne modificato in Grand Larousse Gastronomique.